# حلال معدنی غیرآبی
حلال‌های معدنی غیرآبی(به انگلیسی: Inorganic nonaqueous solvent) حلال هایی معدنی (به جز آب) هستند که در صنایع و در آزمایشگاه‌ها به عنوان حلال برای واکنش هایی که امکان انجام شدن در محیط آبی را ندارند کاربرد دارد. ترکیباتی چون آمونیاک،گوگرد دی‌اکسید،سولفوریل کلرید،فسفریل کلرید،دی‌نیتروژن تترااکسید،آنتیموان تری‌کلرید،برم پنتافلوئورید،هیدروژن فلوئورید،سولفوریل کلرید فلوئورید و سولفوریک اسید نمونه‌هایی از این دست از حلال‌ها هستند.